# Teen Age Riot
Teen Age Riot je píseň americké rockové skupiny Sonic Youth. Tato skladba vyšla i jako singl k albu Daydream Nation. Skladba patří k nejznámějším písním Sonic Youth.

## Seznam skladeb
1. Teen Age Riot (Edit) – 3:50
2. Silver Rocket – 3:47
3. Kissability – 3:08
4. Candle – 4:59